# Акробатичен танц
Акробатичният танц (Акро-танц) е стил танц, който комбинира класическата танцова техника с акробатични елементи. Той се дефинира с атлетичния си характер, уникалната си хореография, която безпроблемно смесва използването на акробатика в танцов контекст. Представлява популярен танцов стил в любителския танц, като и в професионалния танцов театър и в съвременните циркови постановки като тези на Цирк дю Солей.

## История
Акробатичният танц възниква в САЩ и Канада през 1900 г., като един от видовете изпълнения във водевил. Въпреки че отделни танцови и акробатични елементи са били срещани във водевил преди 1900 г., едва в началото ѝ става популярно да се изпълняват хореографиите, комбиниращи танцови и акробатични движения.
Акро-танцът не се появява внезапно във водевил, по-скоро той се проявява постепенно с течение на времето в най-различни форми, следователно нито един отделен изпълнител не е посочен като негов инициатор. Шермън Коутс(1872 – 1942 г.) е запомнен от колегите си като първия акробатичен танцьор, който някога са виждали. Друг от най-ранните документирани изпълнители на акробатичния танц е Томи Уудс, който става известен със своя бавен акробатичен танц в Shuffle Along, в който изпълнява акробатичните движения изцяло в такт с музиката. През 1914 г. акробатът Лулу Коутс формира Crackerjacks, популярна водевил трупа, която включва акробатичния танц в репертоара си, докато трупата не се разспуска през 1952 г. Много други водевил компании комбинират акробатика и танц в шоутата си, включително Gaines Brothers.
След края на водевил ерата, акробатичният танц претърпява многостранна еволюция, за да достигне днешната си форма.

## Характеристики
Основните характеристики на акробатичния танц са плавните, грациозни преходи между танцови и акробатични движения. Също така, танцът трябва да има значителен процент движения по отношение на акробатичното съдържание, за да може да се категоризира като акро танц.

## Танцова техника
Танцовите движения от акро се срещат в балета, джаза, лирическия и модерния танцов стил.

## Акробатични елементи
Акробатичните движения в акро танца се наричат „трикове“. Те варират по сложност и уменията, необходими за тяхното изпълнение. Освен това, видовете трикове зависят от броя на танцьорите.

### Соло трикове
Соло триковете могат да се изпълняват от независими танцьори или групи. Примери за тези трикове са:
- Задно салто
- Колело назад
- Странично колело
- Лакътна стойка
- Салто
- Стойка
- Рондат

и други.

### Двойните трикове
Двойните трикове (партньорски) могат да се изпълняват само по двойки. Например:
- Раменна стойка

### Групови трикове
Груповите трикове включват трима или повече танцьори. Примери:
- Човешка пирамида